# 1375
Évszázadok: 13. század – 14. század – 15. század
Évtizedek: 1320-as évek – 1330-as évek – 1340-es évek – 1350-es évek – 1360-as évek – 1370-es évek – 1380-as évek – 1390-es évek – 1400-as évek – 1410-es évek – 1420-as évek
Évek: 1370 – 1371 – 1372 – 1373 –  1374 – 1375 – 1376 – 1377 – 1378 – 1379 – 1380

## Események
- január 10. – András fia János, a páduai egyetem korábbi rektora tölti be a szerémi püspöki tisztet.[1]
- április 15. – Az egyiptomi csapatok elfoglalják Kis-Örményország fővárosát, Sziszt. (Az ország uralkodóját, V. Leó örmény királyt, feleségét, Soissons Margit királynét és lányukat, Lusignan Mária hercegnőt Kairóba internálják, ezzel hosszú időre megszűnik az Örmény Állam.)
- október 24. – IV. Valdemár dán királyt unokája, Olaf követi a trónon.

## Születések
- október – Aragóniai Johanna foix-i grófné († 1407)
- 1375 körül – Robert Campin flamand festő († 1444)

## Halálozások
- április – Matthieu Chappes ciprusi lovag, Oghruy Mária özvegy örmény királyné második férje
- szeptember 1. – Fülöp orléans-i herceg, VI. Fülöp francia király fia (* 1331)
- október 24. – IV. Valdemár dán király (* 1320 k.)
- december 21. – Giovanni Boccaccio itáliai humanista író és tudós (* 1313)

## Európai időjárás
Hőhullám májustól szeptember elejéig, 14 héten át eső nélküli idő Svájcban, késői szüret.